# Mariyannu

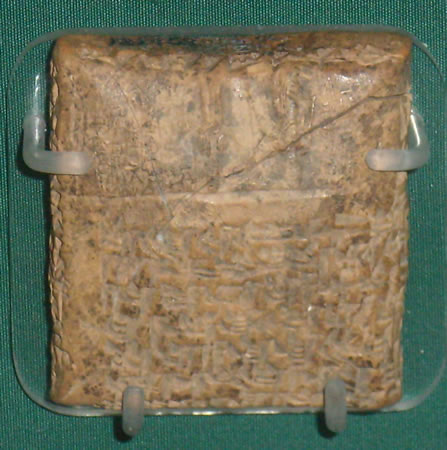
Rechtsentscheidung des Königs Niqmepa von Alalaḫ bezüglich Qabias Ernennung zum Mariyannu

Mariyannu war bei den Hurritern die Bezeichnung einer dem Adel angehörenden Kriegergruppe, die sich durch den Besitz eines Streitwagens auszeichnete. Diese Schicht ist für das Reich Mitanni und die Städte Alalaḫ und Ugarit in Syrien bezeugt. Bei den östlichen Hurritern um Nuzi und Arrapḫa war sie unbekannt.
Der Begriff wird von Sanskrit márya- („junger Mann“) abgeleitet, der um die hurritische Endung =nnu und im Plural =nni erweitert wurde. Die ältesten Belege finden sich in Ägypten unter Thutmosis III. und Amenophis III., wo so einzelne syrische Gefangene genannt werden.
Im Reich Mitanni waren die Mariyanni eine einflussreiche Adelsschicht, die unter Umständen auch Aufstände gegen den König anzettelten. Im Krieg kämpften sie als Streitwagenfahrer mit und waren auch militärische Befehlshaber. In der Stadt Alalaḫ konnte der erbliche Rang eines Mariyannu vom König verliehen werden. Personenlisten nennen stets, ob ein Mariyannu einen Streitwagen besitzt oder nicht. In Ugarit (ugaritisch: mrynm) werden die Mariyanni meist zuoberst von Personenlisten genannt. Es gab hier auch ein Amt des „Mariyannu des Königs“.